# 笑福亭銀瓶
笑福亭 銀瓶（しょうふくてい ぎんぺい、1967年10月15日 - ）は、兵庫県神戸市出身の落語家、俳優。所属事務所は松竹芸能。
本名は、松本 鐘一。国立明石工業高等専門学校電気工学科卒業。血液型はB型。
出囃子は「拳」。愛称は「銀ちゃん」。尼崎市在住（2020年時点）。

## 来歴
20歳まで神戸で生れ育つ。1988年3月、笑福亭鶴瓶にタレント志望で入門。5月25日に正式に名前「銀瓶」を名乗る（芸名は大阪市内にあるカステラ専門店"銀装"の名前にちなむ）。師匠同様のマルチな才能で、落語家としてだけでなくタレントとしても活躍。所属の松竹芸能が主催する舞台では主役のジョン・レノン役を務めた。元々タレント志望で兄弟子の笑福亭笑瓶が入門してすぐにテレビに出て活躍しているのに憧れて入門。落語にはあまり興味なかったが鶴瓶宅で桂米朝の「胴乱の幸助」を聴いたことで落語にも精進するようになる。
また、在日韓国人3世で1996年に日本国籍を取得。日本の学校に通ったため朝鮮語は全く出来なかったが、見た映画をきっかけに独学で朝鮮語を習得。2005年から朝鮮語による落語に取り組んでいる。帰化前の本名は沈鐘一（シム・ジョンイル、심종일）。
2005年から韓国でも朝鮮語による落語を披露、2006年は9月21日から23日までソウルの高麗大学校、同徳女子大学校、時事日本語社で朝鮮語と日本語の落語を行った（演題は朝鮮語で「時うどん」日本語で「千早振る」）。
2001年頃までは読売ジャイアンツのファンであったが、その後は阪神タイガースのファンに鞍替えし、現在も阪神ファンである。
2010年10月からは文化庁文化交流使として韓国で1ヶ月生活しながら釜山などで韓国語落語を披露した。

## 出演

### テレビ
- らぶかん（2002年4月 - 2003年3月、KBS京都・サンテレビ）
- ワイドABCでーす みよ缶→わいど!ABC（2003年4月 - 2004年9月、朝日放送）
- っちゅ〜ねん!月曜日（2005年4月 - 2006年3月、MBSテレビ）- 宮川俊二と交互に隔週で出演
- ちちんぷいぷい（2006年6・7月、MBSテレビ）- 木曜日リポーター。月1回のペースでVTR出演
- ニュース・シグナル（2007年、サンテレビ）
- 2時コレ!しっとぉ!?（2013年10月 - 2016年3月、サンテレビ）
- 連続テレビ小説（NHK総合）
  - あさが来た（2015年）
  - まんぷく（2018年）
  - スカーレット（2020年1月22日） - 慶乃川純平 役
  - 舞いあがれ!（2022年10月18日） - （カワチ鋲螺の）購買部長 役[3]
- ニッポンぶらり鉄道旅 第163回 (2019年7月9日、NHK BSプレミアム) - 旅人
- 柳家喬太郎の笑って免疫力UP!寄席 上方落語の会（2021年4月25日、BS11)

### ラジオ
- 三代澤康司のドカーンと5時間一発勝負（ABCラジオ）
- こんちわコンちゃんお昼ですょ!金曜日（MBSラジオ、2005年4月 - 2013年3月）
- チョアヨ!韓国（MBSラジオ、日曜）
- おもしろ神戸 ラジ関寄席（ラジオ関西、2010年10月 - ）
- 笑福亭銀瓶の銀ぎんワイド（ラジオ大阪、2011年4月 - 2014年9月）
- ぶっちゃけ〜銀瓶流（ラジオ大阪。2014年10月 - ）

### 舞台
- 焼肉ドラゴン
- テノヒラサイズの人生大車輪
- サラリーマンナイトフィーバー（2022年、作・演出：錦織一清、松竹）
- わが街、道頓堀 〜OSAKA 1970〜（2023年）[4]

## DVD
- 繁昌亭らいぶシリーズ
- 松竹特選落語シリーズ4・笑福亭銀瓶

## 著書
- 銀瓶人語VOL.1
- 銀瓶人語VOL.2
- 銀瓶人語VOL.3
- 師弟 笑福亭鶴瓶からもらった言葉（西日本出版社、2021年4月）

## 受賞
- 2008年 第3回繁昌亭大賞 奨励賞
- 2009年 第4回繁昌亭大賞 大賞
- 2017年 文化庁芸術祭 優秀賞[5]

## 参考資料
- 『日韓交流スクランブル』ISBN 4469232513　インタビューが収録されている。